# 9688 Goudsmit
9688 Goudsmit è un asteroide della fascia principale. Scoperto nel 1960, presenta un'orbita caratterizzata da un semiasse maggiore pari a 2,4322264 UA e da un'eccentricità di 0,1312570, inclinata di 4,33384° rispetto all'eclittica.